# Z 20500
 (décembre 2024).
Si vous disposez d'ouvrages ou d'articles de référence ou si vous connaissez des sites web de qualité traitant du thème abordé ici, merci de compléter l'article en donnant les références utiles à sa vérifiabilité et en les liant à la section « Notes et références ».
En pratique : Quelles sources sont attendues ? Comment ajouter mes sources ?
,,
Les Z 20500 sont des rames automotrices à deux niveaux bicourant 1 500 V (courant continu) et 25 000 V (courant monophasé) destinées au service RER et Transilien. Ces rames constituent le matériel ferroviaire voyageurs le plus important en nombre en Île-de-France après les Z 50000 et circulent sur de nombreuses lignes de la région. Familières aux usagers du réseau francilien, elles ont été fabriquées de 1988 à 1998 à 194 exemplaires (Z 20501/02 à Z 20887/88). Six autres rames de type similaire à quatre caisses longues, les Z 92050, livrées puis acquises en 1996 par la région Nord-Pas-de-Calais, ont été transformées en Z 20500 en 2015.

## Histoire
Pour la mise en service de la branche nord de la ligne C du RER, la SNCF commande une première série d'automotrices à deux niveaux bicourant, aptes à circuler sur le réseau sud-ouest électrifié en 1 500 volts continu, et sur le réseau nord, électrifié en 25 000 volts alternatif. Cette première série, baptisée Z 8800 et qui donne entière satisfaction conduit l'exploitant à commander une nouvelle gamme d'automotrices aux mêmes caractéristiques pour les futures dessertes envisagées et le renouvellement d'un matériel vieillissant.

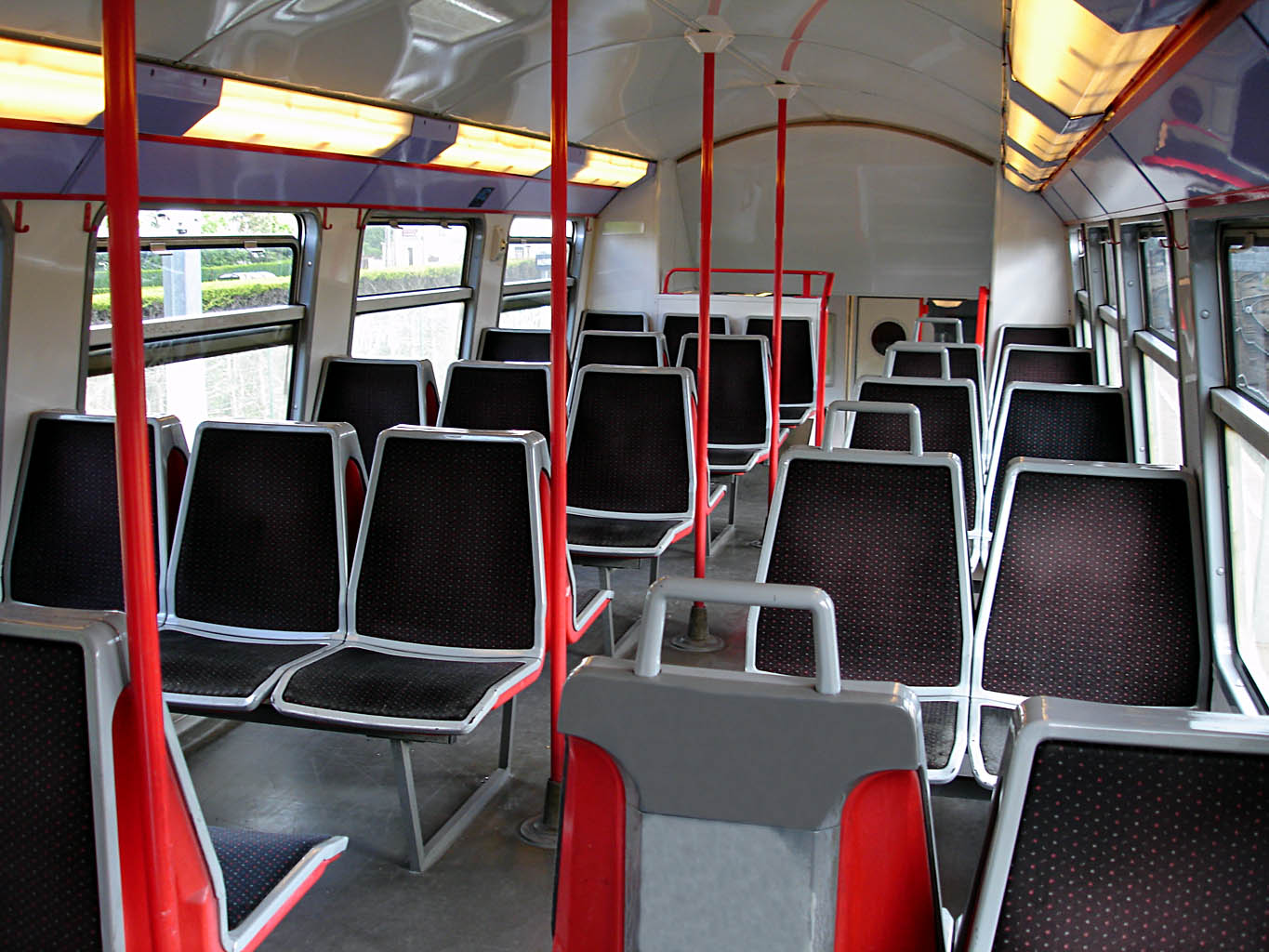
La salle haute d'une motrice d'origine.

Ces rames de seconde génération disposent des dernières évolutions techniques, dont une chaîne de traction asynchrone. Leur couplage possible avec toutes les séries d'automotrices à deux niveaux leur confère une grande souplesse d'exploitation. Elles sont couplables avec des Z 5600 (aptes au seul 1500 V), Z 8800 et avec les plus récentes Z 20900. Leur esthétique, dessinée par MBD design, est plus anguleuse que celle des séries précédentes. Les 84 premiers éléments (sans compter ceux avec les remorques courtes) sont dépourvus de bourrelets d'intercirculation et du troisième phare frontal. Quelques années plus tard, les rames de voitures à 2 niveaux (V 2N) dérivent directement de ces remorques.
Les 42 premières rames sont livrées de 1988 à 1990 aux dépôts des Joncherolles (réseau Nord) et des Ardoines (réseau Sud-Ouest). Les éléments livrés au dépôt des Joncherolles permettent de transférer les Z 8800, provisoirement utilisés vers Orry-la-Ville, qui sont alors renvoyés sur la ligne C du RER. L'ouverture de la ligne D du RER, entre Châtelet et Villiers-le-Bel en 1987, voit les Z 20500 à quatre caisses circuler entre Paris-Nord et Châtelet sur le domaine de la RATP. Lors de l'interconnexion nord-sud du RER D, la composition des rames de la ligne passe de quatre à cinq caisses soit 260 m pour deux éléments attelés.
En 1991, démarre une seconde livraison, mais cette fois avec des remorques dites longues, mesurant 26,40 m au lieu de 24,80 m. Au total, 194 éléments sont commandés.
D'autres rames ont été livrées par la suite, entre 1991 et 1998, pour les lignes C et D du RER et les lignes H et P du Transilien.
En 1995, toutes les rames à remorques courtes rejoignent, avec une partie des Z 8800, la ligne U du Transilien et le réseau Transilien Saint-Lazare. En 1996, six autres rames similaires à quatre caisses et remorques longues, les Z 92050, sont acquises par la région Nord-Pas-de-Calais. Parfaitement identiques extérieurement à l’exception de fenêtres bouchées sur le flanc gauche des motrices à l’emplacement des toilettes situées près des moteurs, elles possèdent en revanche un aménagement différent à quatre places de front de type TER, et ne disposent pas de l'équipement à agent seul (EAS).
En 2003, pour l'amortissement des Z 6100 de la première série sur les lignes H et K, neuf rames à remorques courtes, libérées par des Z 20900, sont passées de quatre à cinq caisses en leur ajoutant une remorque de VB 2N. En 2007, avec le lancement de la rénovation, puis l'arrivée du Francilien, les neuf rames à cinq caisses des lignes H et K ont été mutées sur le RER D et la ligne R. Les douze rames à quatre caisses des lignes H, J et L sont passées également de quatre à cinq caisses en leur ajoutant une remorque de VB 2N et ont été mutées directement sur le RER D et la ligne R. Sur la ligne P, les rames 179 A et 143 A à quatre caisses ont été mutées sur le RER D, en passant également de quatre à cinq caisses en leur ajoutant une remorque de VB 2N. Entre-temps, les évolutions techniques provoquent la création d'une nouvelle gamme, baptisée Z 20900, livrée de 2001 à 2004, à l'allure quasi identique mais comportant quelques évolutions comme une chaîne de traction asynchrone triphasée utilisant des onduleurs de type IGBT et la ventilation réfrigérée ainsi que des sièges plus confortables.
Enfin, le 13 décembre 2012, le conseil du syndicat des transports d'Île-de-France (STIF) vote l’acquisition des six engins Z 92050 de la région Nord-Pas-de-Calais pour un montant de 16,5 millions d’euros. À partir de mars 2015, après rénovation et mise au type Z 20500, elles sont affectées sur la ligne P du Transilien (réseau de banlieue de Paris-Est) permettant de libérer six autres engins à cinq caisses pour équiper la ligne D,,,.
Depuis le 4 décembre 2023, certains Z 20500 issus du parc de matériel roulant du RER C sont en service sur la ligne V du Transilien. 

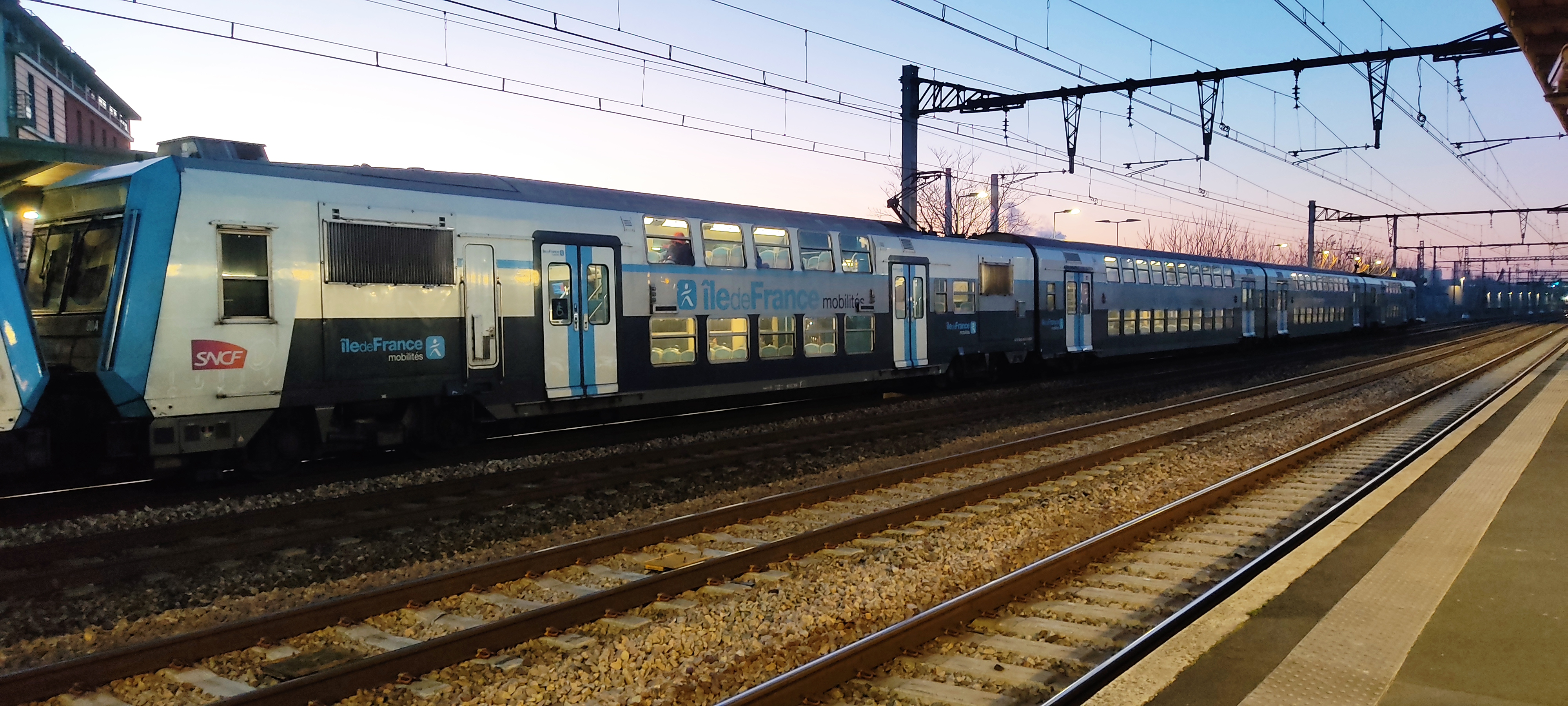
La rame 80 A (ex 80 D) à Vitry sur Seine.

Le transfert des rames Z20500 sur la ligne C en provenance de la ligne D a débuté en février 2025. La rame 80 A (ex 80 D) désormais en composition quatre caisses après le retrait d'une remorque est l'une des premières rames mutées affectée sur la ligne C.

### Services anciennement assurés
En 1989, les rames 20561/62 et 20569/70 ont circulé au Danemark. La SNCF avait prêté ces deux rames au DSB, pour une durée de trois semaines, afin que la compagnie ferroviaire nationale danoise puisse tester et découvrir les performances du concept d'automotrices à deux étages sur la ligne du Boulevardbanen entre Elseneur et Roskilde.
Du 28 mai 1995 au 23 décembre 2003, des rames ont assuré le service sur la desserte entre La Défense et La Verrière, de l'actuelle ligne U du Transillien. Dès 1996, elles furent remplacées progressivement par des rames Z 8800.

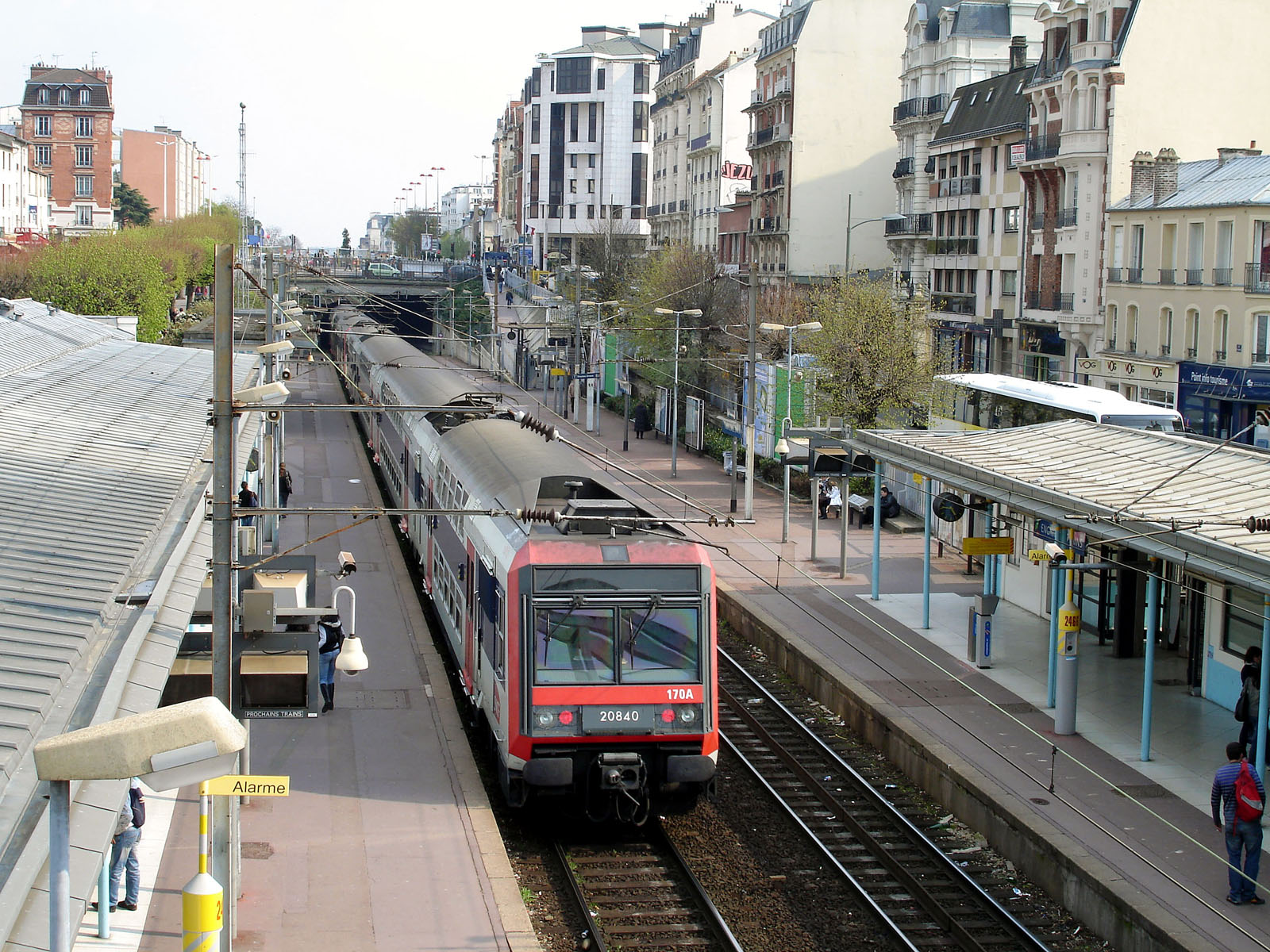
Z 20500 en livrée d'origine Île-de-France en gare d'Enghien-les-Bains sur la ligne H, en 2010.

De 1991 à 2003, certaines rames ont été utilisées pour assurer des services sur le TER PACA, en particulier sur les dessertes Cannes – Nice-Ville – Vintimille, en attendant les livraisons de nouvelles rames TER à deux étages, afin de faire face à la saturation due à l'augmentation du nombre de voyageurs. Dès l'achèvement des livraisons des nouvelles rames TER, elles sont retournées en Île-de-France. 
De 2002 à 2006, certaines rames de Villeneuve ont été régulièrement détachées sur le réseau TER Rhône-Alpes durant l'hiver afin de renforcer la desserte sur les axes « Lyon - Évian » et « Lyon - Saint-Gervais ».
De 1988 à mi-2012, des rames ont assuré le service de la ligne H du Transilien, particulièrement entre Pontoise et Paris-Nord. Durant ces mêmes années, elles assuraient parfois des missions sur la ligne K  du Transilien, aux heures de pointe ou en cas d'indisponibilité du matériel habituel affecté à cette ligne.
Premier trimestre 2012 : retrait de tous les éléments Z 20500 de la ligne H du Transilien, en parallèle avec l'arrivée des Z 50000.
Mi-novembre 2013 : retrait de tous les éléments Z 20500 de l'axe Paris-Est - Coulommiers, puis réduction du nombre de Z 20500 sur l'axe Paris-Est - Meaux.
Au 15 décembre 2013 : retrait de tous les éléments Z 20500 du réseau de Paris-Saint-Lazare.

### Rénovation

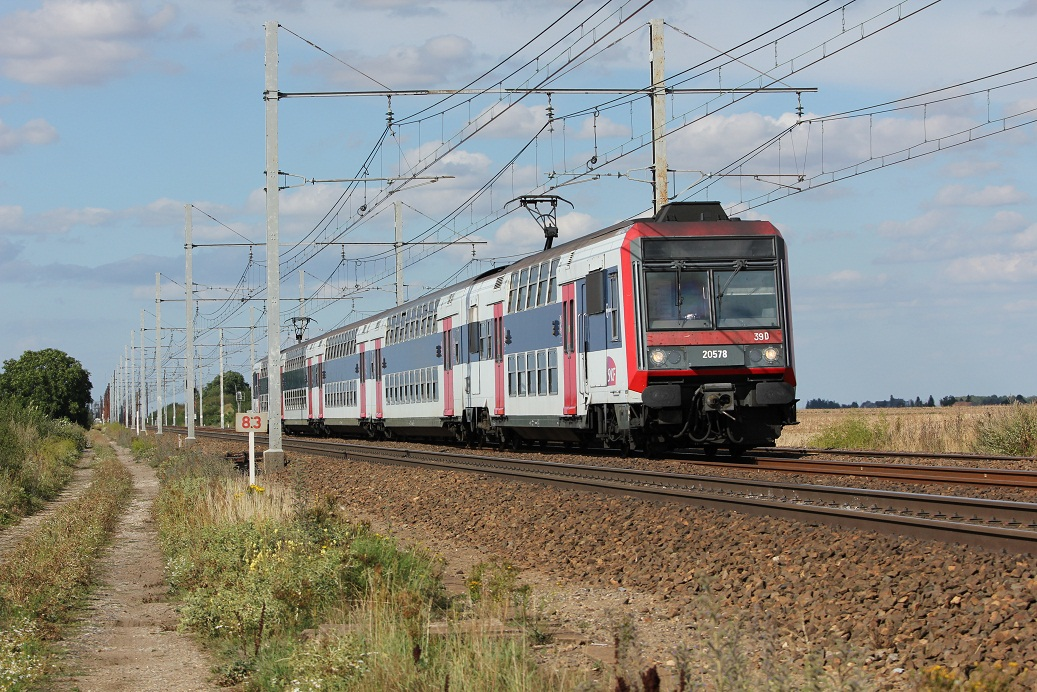
Passage d'une Z 20500 entre Boisseaux et Toury à destination du Technicentre de Saint-Pierre-des-Corps pour rénovation.

À partir de janvier 2007, les Z 20500 circulant sur la ligne D sont progressivement rénovées : mise en place d'équipements intérieurs, tels que les sièges, similaires aux RIB/RIO Transilien, et livrée quasi identique à celle des dernières Z 20900. La rénovation de celles à quatre caisses du RER C (07 A) et de la ligne P du Transilien du réseau Transilien Paris-Est (04 A) a commencé fin 2009. Cependant les rames Z 20500 circulant sur la ligne H du Transilien (Paris-Nord) et sur le réseau de Paris-Saint-Lazare n'ont pas été rénovées avant leur mutation sur les lignes C et D du RER, intervenue entre 2011 et 2013.

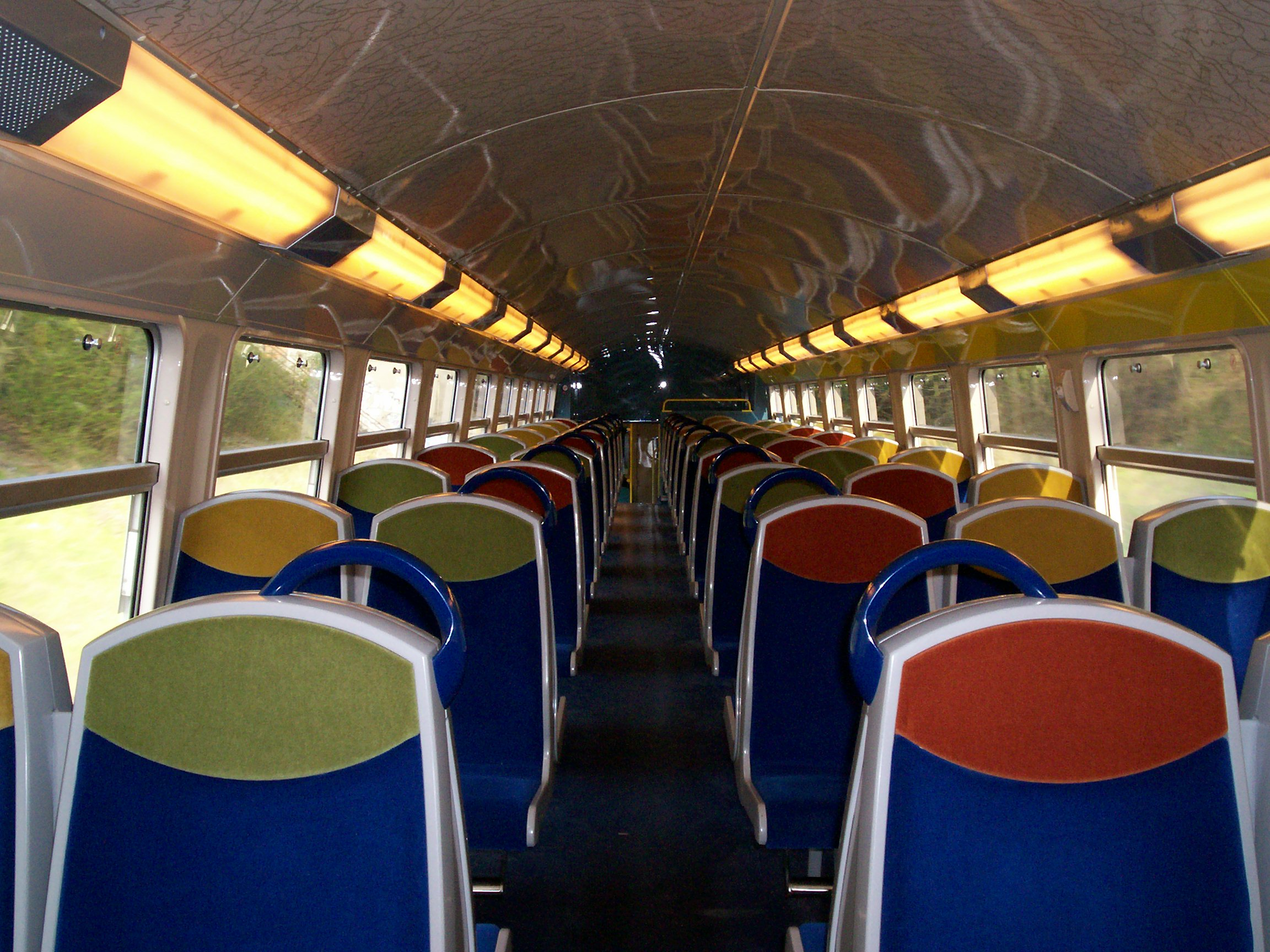
Intérieur d'une rame rénovée en 2007.

La rénovation consiste aussi en la suppression des cloisons intérieures de la voiture centrale de la rame qui sépare les anciennes zones première classe/seconde classe. La suppression des sièges de la première classe augmente légèrement la capacité des rames : configuration 3+2 au lieu de 2+2. Sur les 194 rames de l'effectif initial, 17 ont été rénovées durant l'année 2007, puis 21 rames durant l'année 2008, soit un total de 38 rames rénovées en deux ans, le programme de rénovation ayant duré presque une décennie compte tenu de l'importance de l'effectif.
Contrairement aux précédentes rénovations (RIO, VB 2N), les Z 20500 ne recevront pas de climatisation. La faible amélioration apportée[réf. nécessaire] a d'ailleurs provoqué la colère d'associations d'usagers.
La première rame rénovée (88 D) circule depuis le 29 janvier 2007. Les dernières rames rénovées (80 D et 96 D) circulent depuis le 12 novembre 2016.

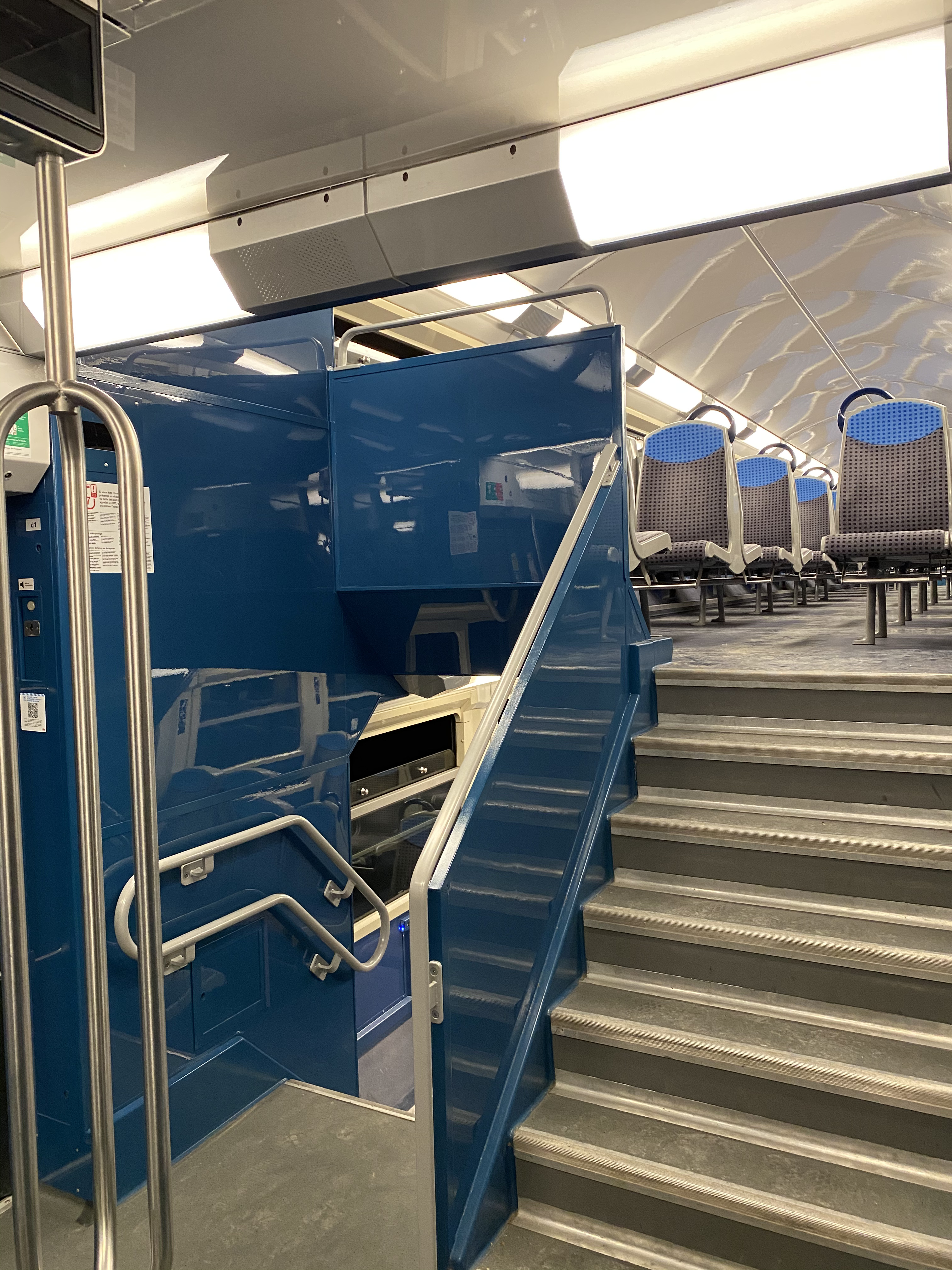
Intérieur d'une rame rénovée.

En septembre 2012, une première rame de la ligne C (173 A) est entièrement rénovée, portant désormais la livrée extérieure Carmillon. L'intérieur a de même été rénové et des systèmes d'information du trafic ont également été installés. À terme, en 2016, 80 rames seront entièrement rénovées à Tours pour un montant de 120 millions d'euros, financés à parité entre le STIF et la SNCF.

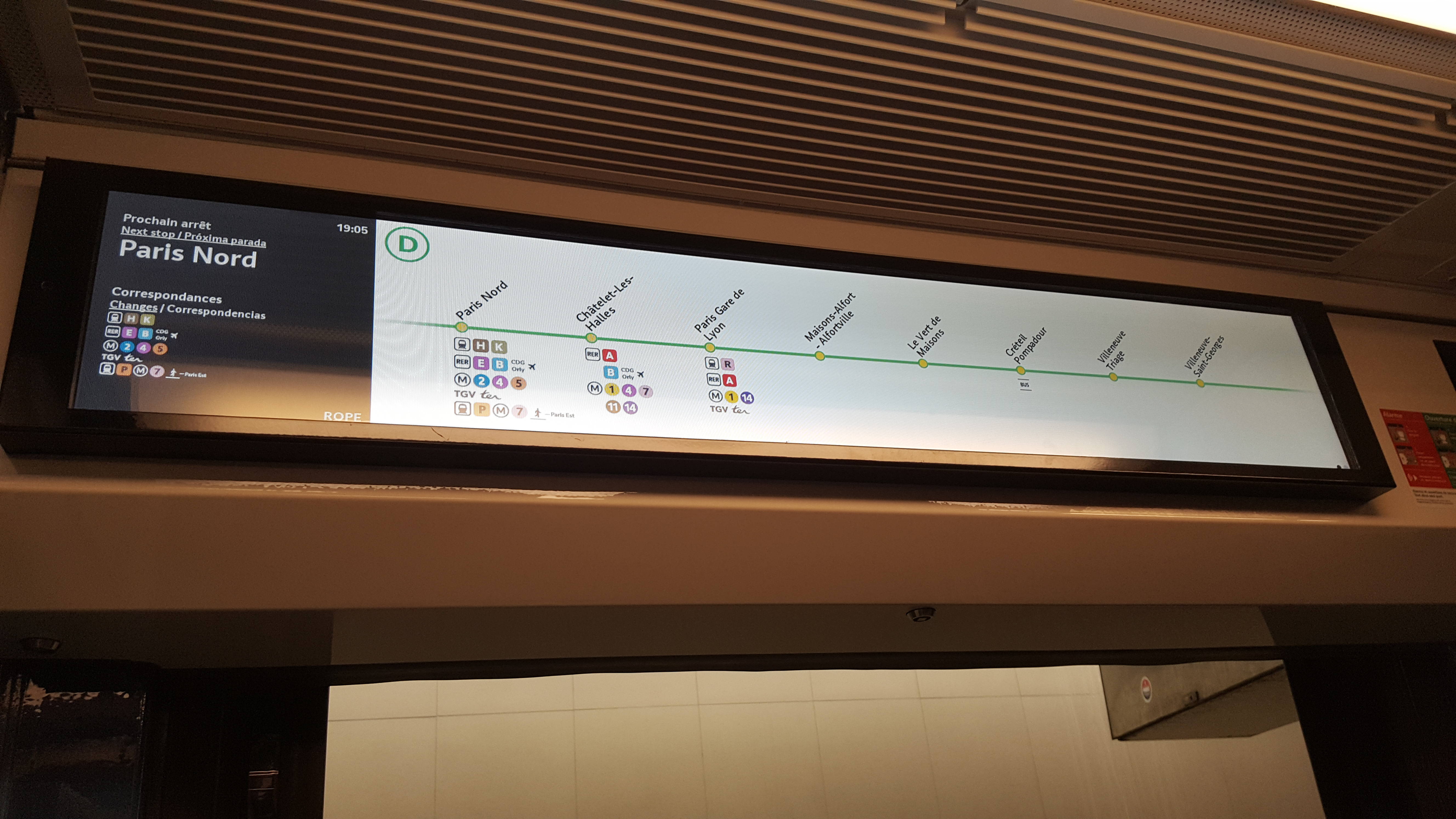
Nouvel écran du Système d'information voyageurs embarqué en 2021.

Le 9 octobre 2018, Île-de-France Mobilités annonce une nouvelle rénovation de 133 rames Z 20500 circulant sur la ligne D du RER et sur la ligne P du Transilien qui doit être effectuée entre le 1er mars 2019 et le 31 décembre 2021 ; le coût de la mesure est de 137 millions d'euros,. Ces travaux ont pour but d'améliorer le confort thermique en apposant des films athermiques sur les vitres et en augmentant le nombre de fenêtres ouvrantes, d'apporter des améliorations aux aménagements intérieurs (reprise des garnissages dégradés, nouveau pelliculage des plafonds, remplacement de l’ensemble des tissus de sièges, équipement des plateformes avec des prises USB, etc.) et d'améliorer l'information voyageurs avec des afficheurs frontaux extérieurs et en installant des haut-parleurs plus modernes.
Dès 2023, certaines rames de la ligne C du RER reçoivent la livrée Île-de-France Mobilités et des plans de ligne dynamiques et des ports USB, sans en changer l'aménagement intérieur.

## Parc

### Un parc hétéroclite

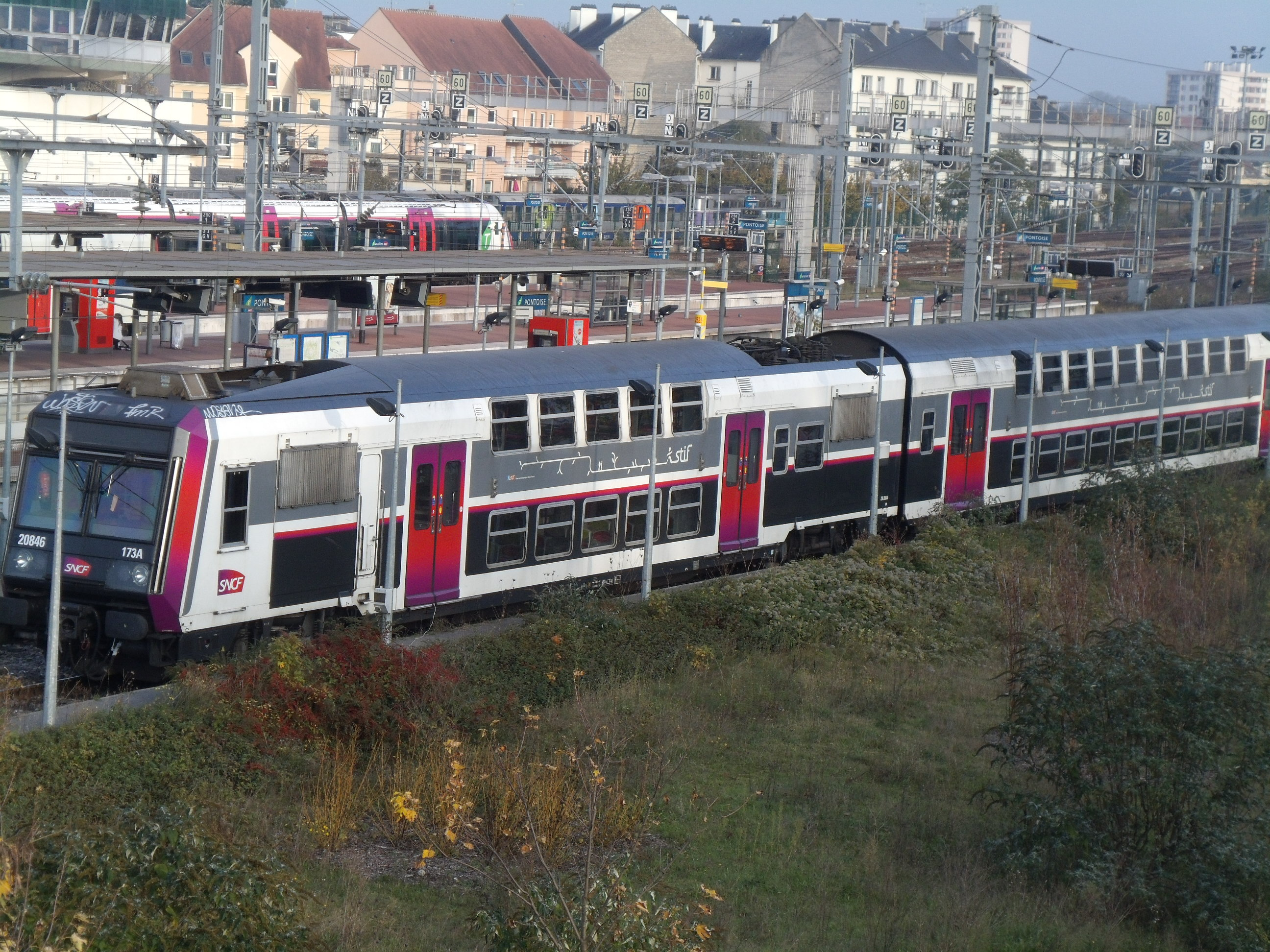
Z 20500 en livrée Carmillon en gare de Pontoise.

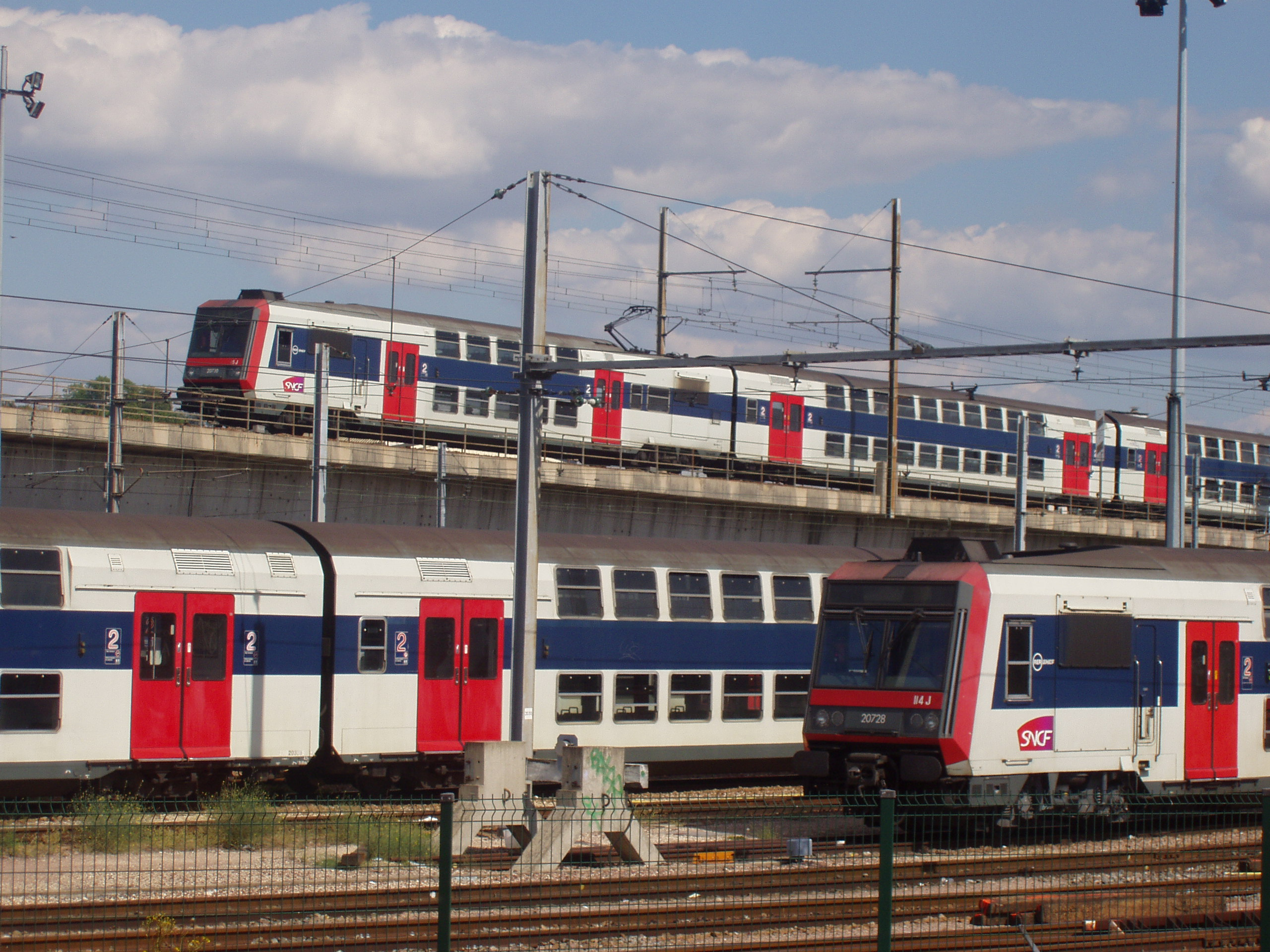
Plusieurs rames à Corbeil-Essonnes en 2005, à l'époque où elles étaient encore en livrée Île-de-France.

Il existe plusieurs configurations de Z 20500 :
- à 4 caisses (2 remorques longues) : motrices et remorques de 20500 (ZRB20500), affectées aux dépôts des Ardoines, des Joncherolles et de Noisy  (Transilien P et V, RER C) ;
- à 5 caisses (3 remorques longues) : motrices et remorques de 20500 (ZRB20500) , affectées aux dépôts des Joncherolles et de Villeneuve (Transilien R et RER D) ;
- à 5 caisses (3 remorques courtes) : 4 caisses à l'origine (motrices de Z 20500, remorques ZRB5800 identiques aux Z 5600/Z 8800) allongées par ajout d'une voiture de VB 2N modifiée et renommée ZRB5900 en 2003-2004 et en 2009-2012, affectées au dépôt des Joncherolles (Transilien R et RER D).
- à 5 caisses (2 remorques longues et 1 courte) : 4 caisses à l'origine (motrices de Z20500 et remorques ZRB20500) allongées par ajout d'une voiture de VB 2N modifiée et renommée ZRB5900 en 2013-2014, affectées au dépôt des Joncherolles (Transilien R et RER D).

D'autre part, une remorque de la rame 40A (20579/80) a été réalisée à titre expérimental avec des caisses à flancs en inox. Remis au type au début des années 2000, il a aujourd'hui le même aspect que le reste des remorques bien que des rainures sur les flancs et sur le toit soient visibles.
Il existe quatre séries :
- 1re série (Z 20501/2 à Z 20583/4) : première génération à être entrée en service fin 1988, ces rames se caractérisent par une motrice ZB 20500 paire, une motrice ZB 20500 impaire, une remorque ZRB 201500 impaire, et une remorque de ZRAB 202500 impaire ; cette numération particulière se poursuivra jusqu'à la fin de la série et sera reprise pour les Z 20900. Dans de très rares cas, certaines de ces rames affectées sur le RER D ont reçu une remorque de type ZRB 203500 impaire, qui n'existait pas à l'origine, d'autres reçoivent une remorque de type VB 2N ;
- 2e série (Z 20585/6 à Z 20625/6) : identique à la première série en ce qui concerne les motrices, mais avec des remorques ZRB5600 identiques à celles des Z 5600/Z 8800. Progressivement, entre 2003 et 2012 quelques voitures issues des VB 2N, alors parties en rénovation, ont été modifiées (transformés en ZRB5900) et ajoutées à ces rames transférées sur le réseau Paris-Nord initialement pour le départ des premières Z 6100, puis sur la ligne D lors de la rénovation des Z 2N ;
- 3e série (Z 20627/8 à Z 20749/50) : conçues pour le RER D et quasi identiques à la première série, ces rames ont la particularité d'avoir eu une remorque ZRB 203500 ajoutée et une nouvelle forme de châssis de fenêtre en intérieur due à l'abandon des stores dans l'espace voyageurs ; elles se répartissent en deux sous-séries :
  - Z 20627/8 à Z 20667/8,
  - Z 20669/70 à 20749/50 : à partir de ces rames, les boudins d'intercirculation et le troisième feu frontal ont été ajoutés ;
- 4e série (Z 20751/2 à Z 20899/20900) : rames identiques à celles de la 2e sous-série de la troisième série, ces dernières se distinguant cependant par une forme de fenêtre légèrement différente (cerclage et poignées de manipulation incluses dans le cadre des impostes). Un nouveau type de convertisseur statique est mis en place à partir de la rame 20771/72 (136D) : du SCR[réf. nécessaire]. Mais les rames 20773/74 (137D) et 20775/76 (138D) n'en sont pas équipées. Certaines de ces rames affectées depuis 2013 sur le RER D reçoivent une remorque de type VB 2N, qui provient des Z 5600 Evolys/VB 2N numérotée ZRB5900. Les rames ex-Z 92050 font partie de cette série, bien que la seule différence visible aujourd'hui par rapport aux autres rames Z 20500 soit la marche d'accès, plus basse que celle des autres Z 2N (à l'instar des VB 2N, VO 2N/VR 2N et V 2N).

### Répartition
Les rames Z 20500 sont gérées par trois supervisions techniques de flotte (STF) :
| Ligne                                            | STF (code)              | Composition | Exemplaires |
| ------------------------------------------------ | ----------------------- | ----------- | ----------- |
| (RER) · (C) · Transilien · Ligne V du Transilien | STF Lignes C (SLC)      | 4 caisses   | 51          |
| (RER) · (D) · Transilien · Ligne R du Transilien | STF Lignes D/R (SLD)    | 5 caisses   | 128         |
| Transilien · Ligne P du Transilien               | STF Lignes E/P/T4 (SPE) | 4 caisses   | 21          |

Les Z 20500 reçoivent un numéro de rame, complété d'une lettre. Pour la ligne RER D, la lettre indiquant le dépôt (J ou V) est progressivement remplacée par la lettre D (pour RER D). Seuls les trains affectés à cette ligne ont une lettre signifiant leur affectation, les autres trains ont la lettre A pour la motorisation asynchrone, lettre utilisée dans la continuité des C (continu) et B (bicourant) des Z 5600 et Z 8800.
La numérotation des rames résulte de la règle suivante : [(« N° de la motrice paire » - 20500) / 2]. Ainsi, la rame avec les motrices Z 20583/84 des Ardoines sera la rame 42A [(20584-20500) / 2], tandis que la rame Z 20653/54 de Villeneuve sera la rame 77D, etc.

## Exploitation

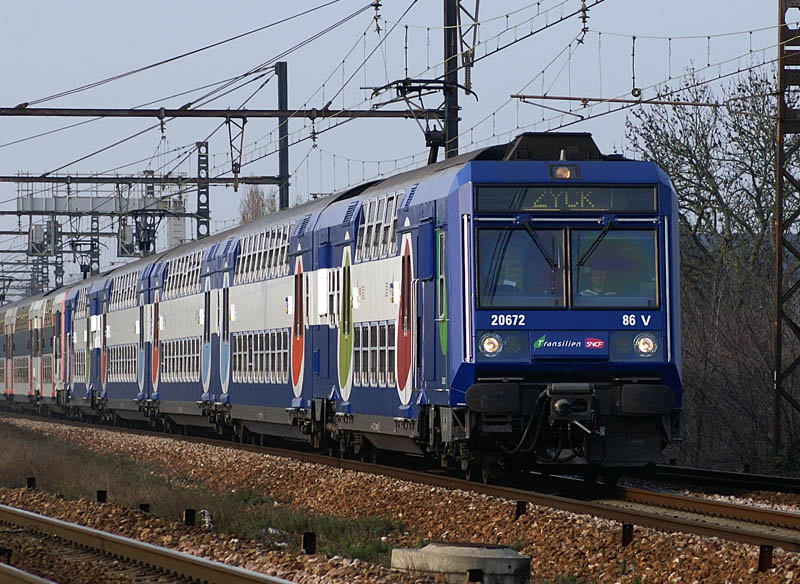
Une unité multiple à Cesson.

Les Z 20500 peuvent assurer n'importe quelle mission sur le RER C, RER D et la ligne V du Transilien ainsi que toutes les missions de Paris-Est à Château-Thierry sur la ligne P du Transilien.
Elles n’assurent plus qu’occasionnellement des missions Paris-Gare-de-Lyon – Montargis et Paris-Gare-de-Lyon – Montereau via Moret-Veneux-les-Sablons, ces missions étant reprises depuis 2019 par des Regio 2N.
| (RER) · (C)                        | Toutes les missions |
| (RER) · (D)                        | Toutes les missions |
| Transilien · Ligne P du Transilien | - Paris-Est ↔ Château-Thierry - Paris-Est ↔ Meaux (occasionnellement)                                                                  |
| Transilien · Ligne R du Transilien | - Paris-Gare-de-Lyon ↔ Montargis (occasionnellement) - Paris-Gare-de-Lyon ↔ Montereau via Moret-Veneux-les-Sablons (occasionnellement) |
| Transilien · Ligne V du Transilien | Toutes les missions |

## Aménagements intérieurs
Les rames sont équipées de toilettes à raison d'une caisse par rame ; elles ont cependant toutes été progressivement condamnées depuis la rénovation ayant eu lieu entre 2007 et 2016.  
Les 63 premières rames des séries 1 et 2, livrées de 1988 à 1992, disposaient à l'origine de stores anti-rayon de soleil au niveau des fenêtres. Ceux-ci ont été supprimés quelques années plus tard.[réf. nécessaire]
Depuis septembre 2009, les rames de la ligne D du RER sont équipées du SIVE sonore qui permet la diffusion du nom de la prochaine gare et de la direction du train par les haut-parleurs des voitures de la rame.
Les rames rénovées depuis octobre 2010 sont équipées du SIVE visuel et de caméras de vidéosurveillance. L’équipement du SIVE visuel consiste en un dispositif lumineux affichant le nom des gares et la direction du train. Ce dispositif est situé sur le plafond de chacune des deux plateformes ainsi qu'aux extrémités de chaque étage des voitures de la rame. Parmi les rames concernées par la deuxième rénovation de type « Île-de-France Mobilités », certaines ont bénéficié d'un aménagement technique du système SIVE hérité de la première rénovation « Transilien », avec le remplacement des girouettes à diodes LED par des écrans rectangulaires fournissant une information plus précise et plus détaillée.  
Les caméras de vidéosurveillance sont disposées au-dessus des portes des voitures et dans les étages des voitures de la rame.
Certaines rames sont également équipées d'un dispositif de comptage des voyageurs.

## Galerie de photographies
- Vidéo du système SIVE en fonctionnement dans un train de la ligne D du RER.

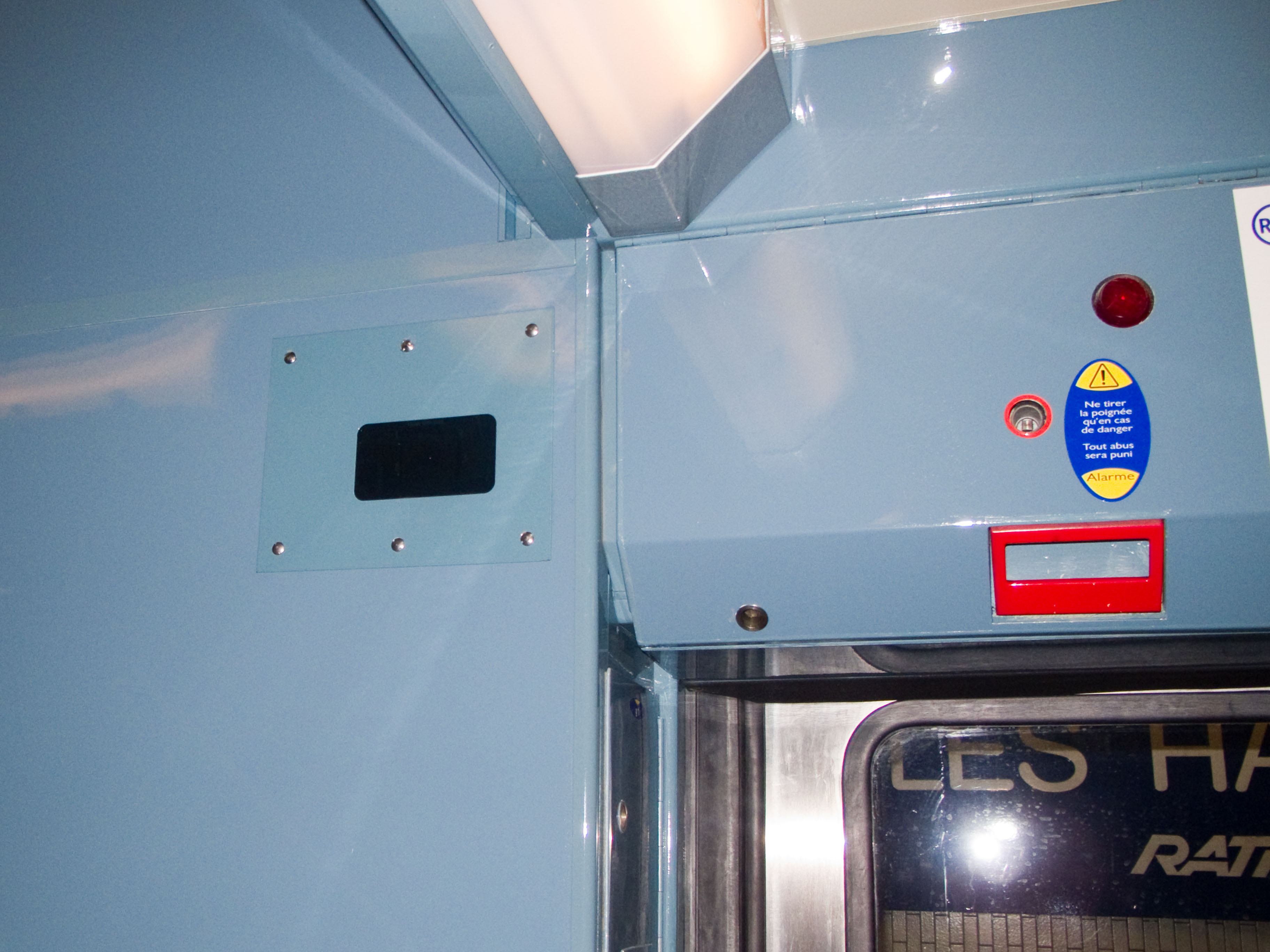
Caméras de vidéosurveillance au-dessus des portes des voitures.
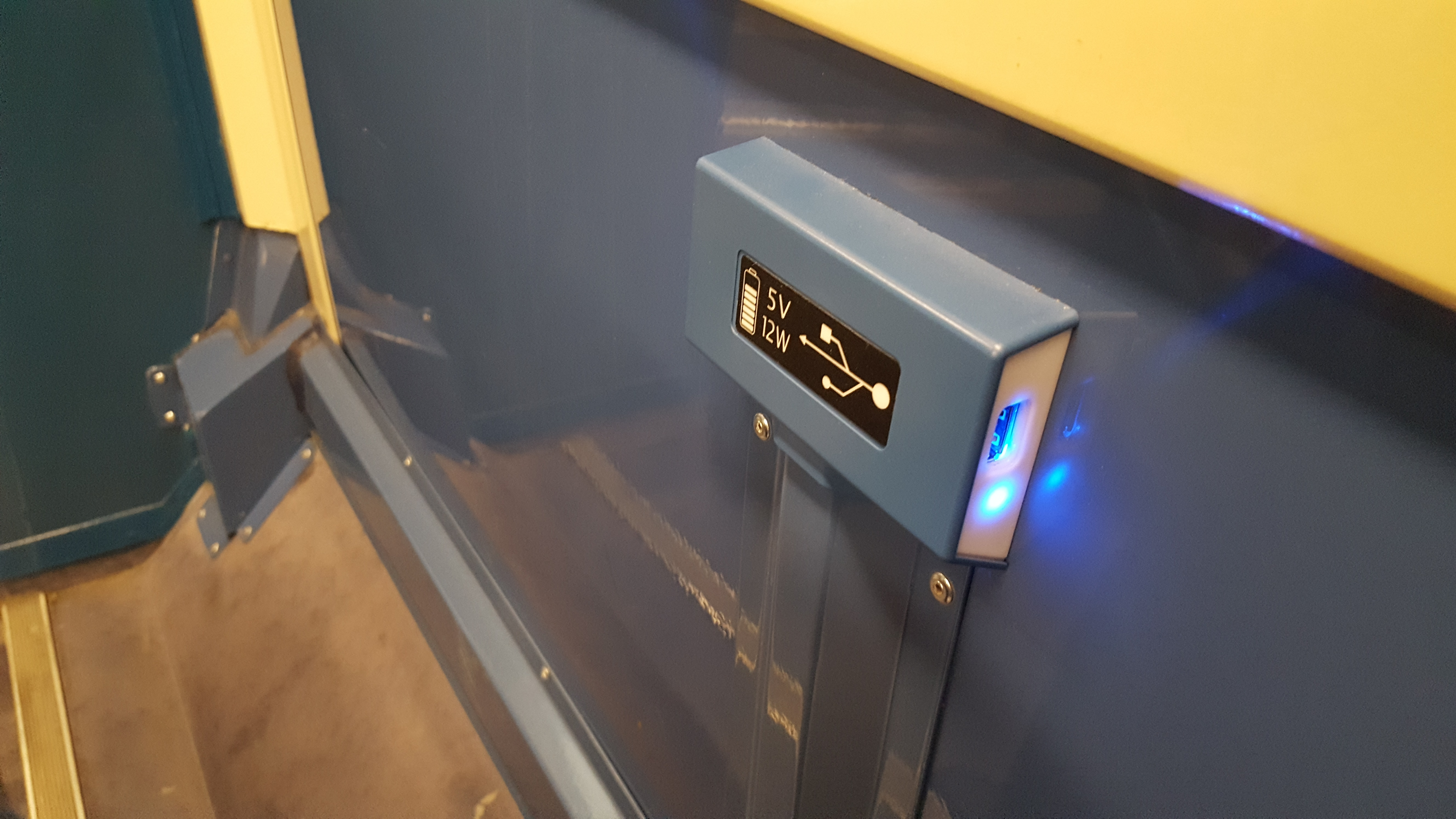
Prises USB.
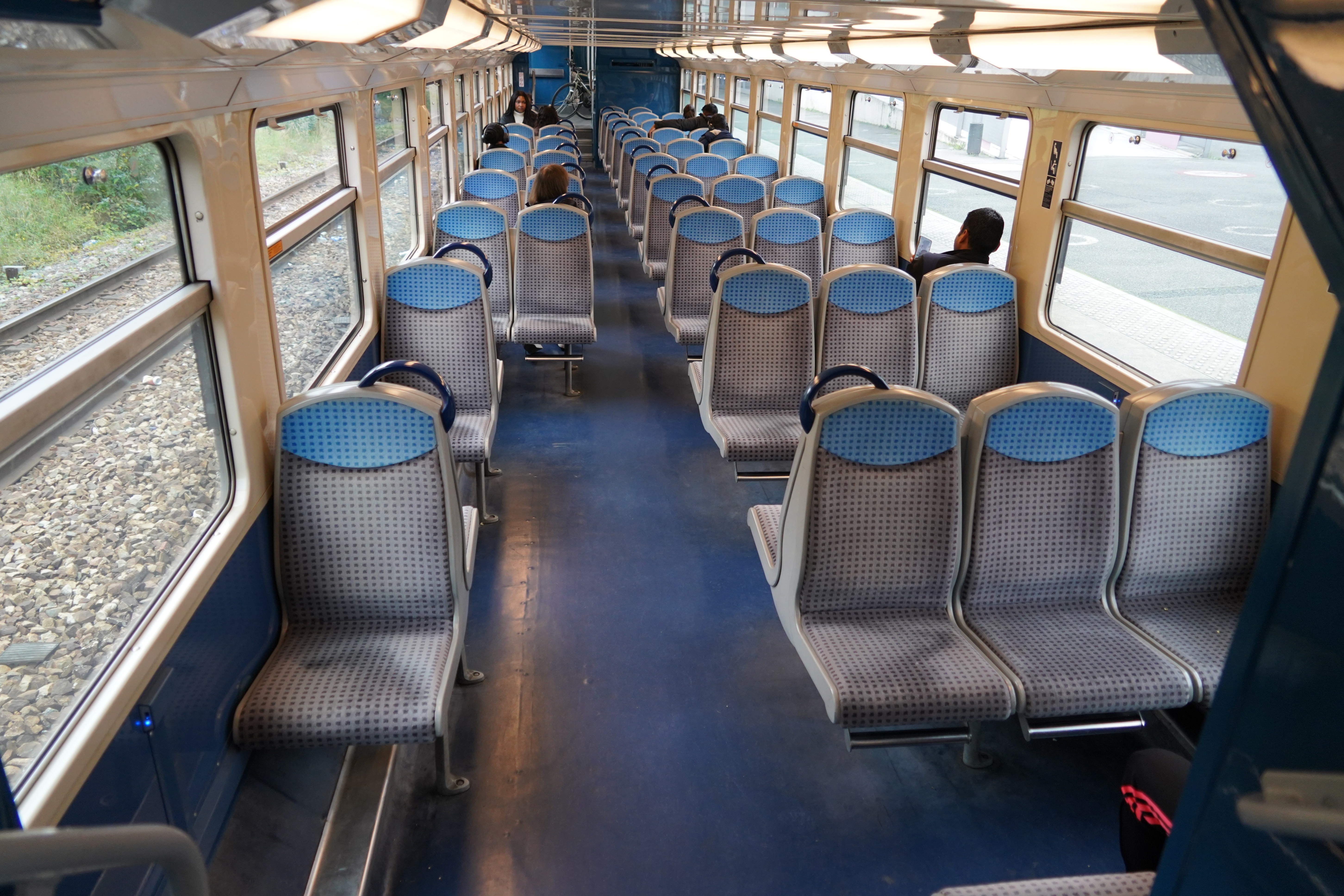
Salle inférieure rénovée.

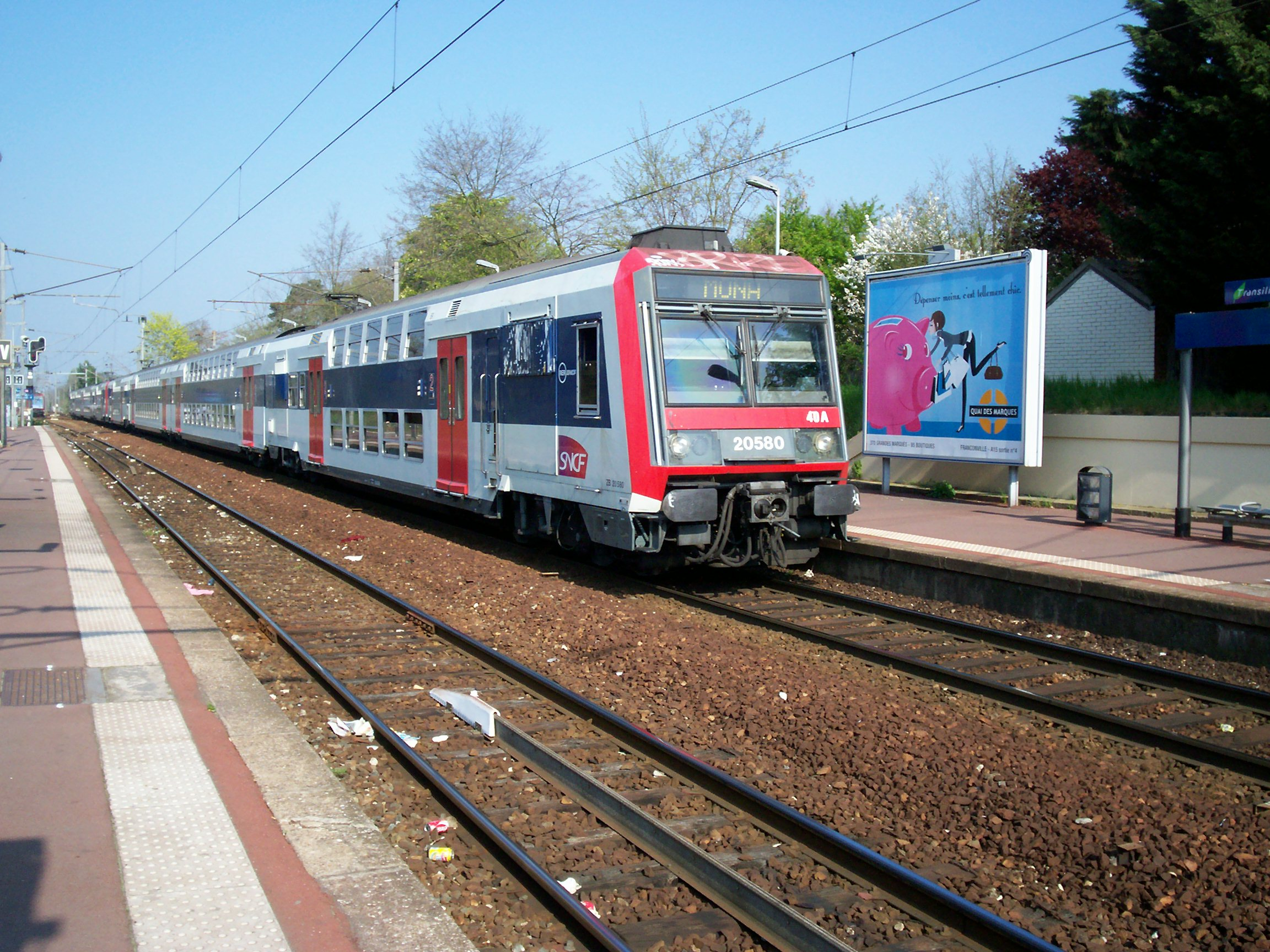
Livrée Île-de-France sur une rame RER C à Montigny - Beauchamp.
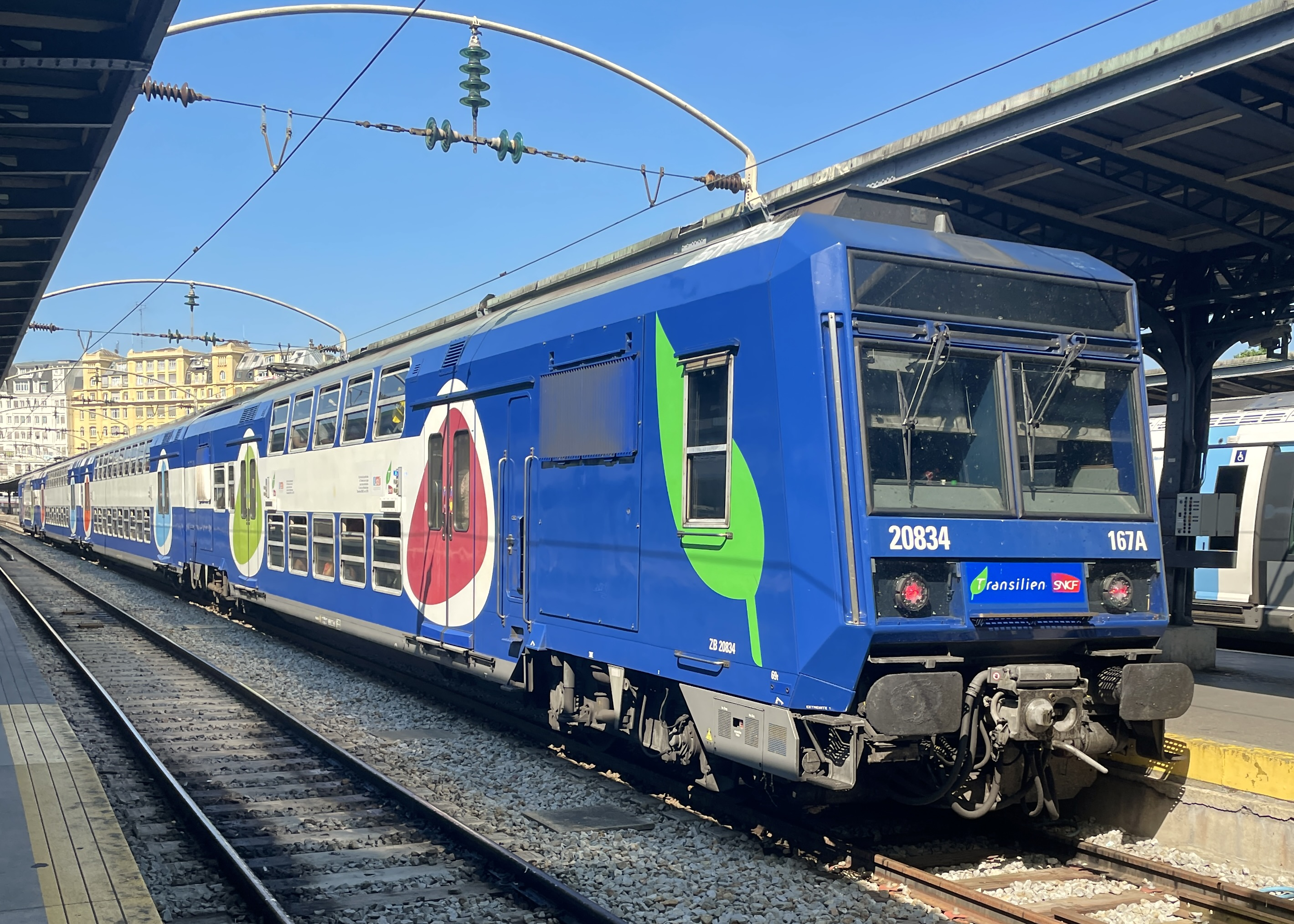
Livrée Transilien sur une rame de la Ligne P à la Gare de l'Est.
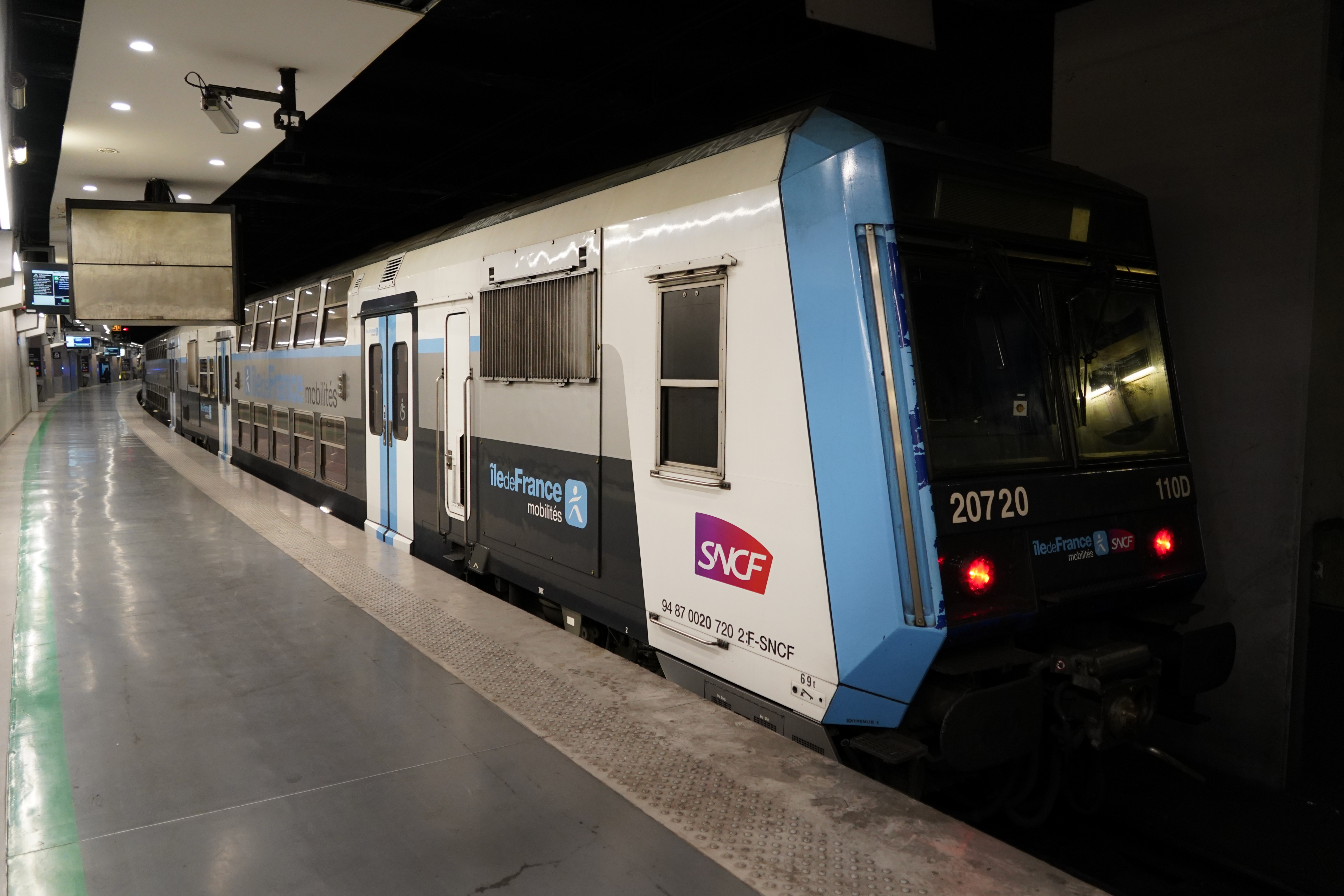
Livrée Île-de-France Mobilités sur une rame du RER D en gare souterraine de Paris-Nord.

## Succession
Les Z 20500 en service sur le RER D seront remplacées par le RER NG puis transférées sur le RER C et la ligne U afin de remplacer les Z 8800 et les Z 5600.[réf. nécessaire]
Concernant le RER C et la ligne Transilien P, le conseil régional d'Île-de-France a lancé une étude à la fin de l'année 2019 pour définir les caractéristiques d'un nouveau train de banlieue Z 2N-NG destiné à remplacer les Z 2N, dont les premières pourraient être réformées dès 2028,.
Concernant la ligne Transilien U, les Z 20500 seront remplacées à l'horizon 2030 par 22 rames Z 50000 (11 rames longues et 11 rames courtes).
Le 3 avril 2024, Île-de-France Mobilités a approuvé la convention constitutive du groupement de commandes avec SNCF Voyageurs en vue de finaliser l’expression fonctionnelle du besoin et la passation puis l’exécution d’un marché commun d’acquisition de matériels roulants notamment destinés à l’exploitation des lignes C et P. Initialement envisagée, la ligne U n'est plus ciblée par ce marché.